# Adolf Falkenstein
Adolf Falkenstein († 31. Dezember 1929) war ein bedeutender Wiener k.k. Hof-Dekorationsmaler, Vergolder und Anstreicher während der k.u.k. Doppelmonarchie. Sein Atelier befand sich an der Josefstädter Straße 27 im 8. Bezirk Josefstadt.

## Biographie

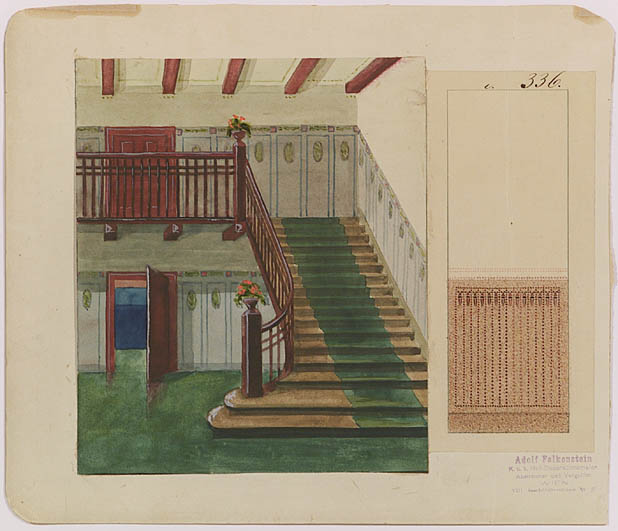
Entwurf für eine Empfangshalle mit Treppe (um 1900)

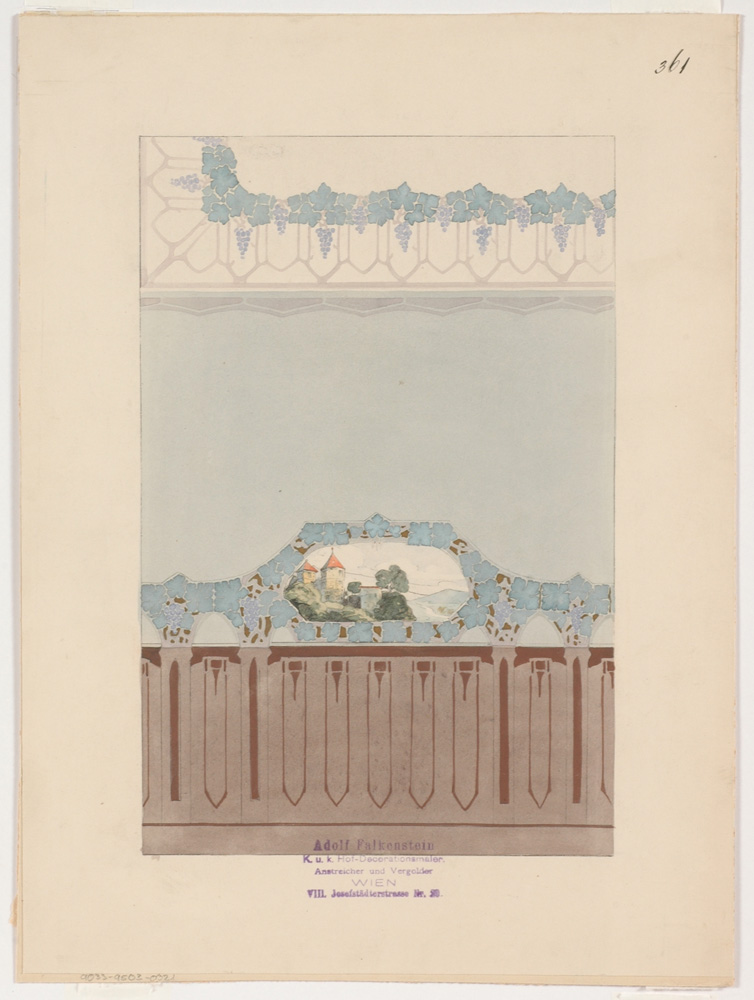
Jugendstilentwurf für Inneneinrichtung (vor 1900)

Adolf Falkenstein war ein k.k. Handelsgerichtsbeeideter Schätzmeister für Zimmer- und Dekorationsmalerei. 1874 gründete er sein eigenes Unternehmen, das ein Atelier für Dekorations- und Zimmermalerei hatte und sich auf die Herstellung von allen Arten Ölfarben, Anstrich und Vergoldung, Marmor, Holz, Imitation und Reliefmalerei spezialisierte. Aus anfangs bescheidenen Verhältnissen verwandelte Falkenstein dreißig Jahre später durch Fleiß und Talent sein Unternehmen zu einem umfangreichen. Seine Kunden waren nicht nur das gehobene Bürgertum und der Adel, sondern auch die kaiserliche Familie.
Unter anderem erhielt er den Auftrag, das Turnzimmer der Kaiserin Elisabeth (Pompejanisches Zimmer) in der Hermesvilla gemeinsam mit Wandmalereien von August Eisenmenger und Hugo Charlemont zu dekorieren.
Reiche Malereien, Vergoldungen, Holz- und Marmorimitationen wurden im kaiserlichen Jagdschloss Lainz, im Schlosse des Erzherzogs Leopold in Hörnstein, in der Villa des Erzherzogs Wilhelm in Baden, der Hofburg und im Palais Augarten ausgeführt. Falkenstein stattete auch die Inneneinrichtung im Reichsratsgebäude, im Schlosstheater in Schönbrunn, in den Hofmuseen, Hofburgtheater, Hofoperngebäude, in der Akademie der bildenden Künste, Künstlerhaus, Gebäude der Sezession, dann in verschiedenen Palais, Wohnhäusern, sowie Hotels in Wien aus.
In anderen Teilen der Monarchie erhielt Falkenstein ebenfalls Aufträge und stattete zum Beispiel den Justizpalast von Roveredo, das Post- und Finanzgebäude in Triest, das Delegationsgebäude in Budapest, das Hotel Gasteinerhof in Bad Gastein, Hotel Imperial in Ragusa, Hotel Sonne in Innsbruck usw. aus. Ferner wurden bei der World’s Columbian Exposition in Chicago 1893 außer anderen Arbeiten auch die dekorative Malerei „Alt-Wien“, die von der Firma hergestellt wurde, präsentiert.
Für seine Verdienste erhielt er zahlreiche Ehrungen. Er war Besitzer des Goldenen Verdienstkreuzes mit der Krone und wurde zum k.u.k. Hoflieferanten ernannt.